# Альдо Крус
Альдо Крус (ісп. Aldo Cruz, нар. 24 вересня 1997, Морелія) — мексиканський футболіст, захисник клубу «УАНЛ Тигрес».

## Ігрова кар'єра
Народився 24 вересня 1997 року в місті Морелія. Вихованець юнацьких команд футбольних клубів «Пуебла» та «Америка».
У дорослому футболі дебютував 2017 року виступами за «Америку», в якій провів один сезон, взявши участь у 3 матчах чемпіонату, після чого наступний сезон 2018/19 провів в оренді у клубі «Лобос БУАП».
11 червня 2019 року Крус перейшов до «Тіхуани», де провів півтора сезони і у січні 2021 року приєднався до «УАНЛ Тигрес».

## Виступи за збірну
У 2019 році у складі олімпійської збірної Мексики взяв участь у Панамериканських іграх в Перу. На турнірі він зіграв у чотирьох іграх і став з командою бронзовим призером.

## Титули і досягнення
- Бронзовий призер Панамериканських ігор: 2019